# Conchapelopia congonsis
Conchapelopia congonsis är en tvåvingeart som beskrevs av Lehmann 1979. Conchapelopia congonsis ingår i släktet Conchapelopia och familjen fjädermyggor.
Artens utbredningsområde är Kongo. Inga underarter finns listade i Catalogue of Life.